# Viktoryja Hasper
Viktoryja Scjapanaŭna Hasper (in bielorusso Вікторыя Сцяпанаўна Гаспер?; Minsk, 9 gennaio 1988) è una cestista bielorussa.
Alta 193 cm, gioca come centro.

## Carriera
Con la Bielorussia ha disputato i Giochi olimpici di Pechino 2008, i Campionati mondiali del 2010 e quattro edizioni dei Campionati europei (2007, 2017, 2019, 2021).